# Балахна
Балахна (рус. Балахна) град је у Русији у Нижегородској области. Према попису становништва из 2010. у граду је живело 51.526 становника.

## Становништво
Према прелиминарним подацима са пописа, у граду је 2010. живело 51.526 становника, 5.812 (10,14%) мање него 2002.
| 1939.  | 1959.  | 1970.  | 1979.  | 1989.  | 2002.  | 2010.  |
| ------ | ------ | ------ | ------ | ------ | ------ | ------ |
| 25.605 | 29.846 | 36.542 | 35.517 | 32.133 | 57.338 | 51.519 |